# Виноградне (Миколаївський район)
Виноградне (в минулому  — Ленінка)  — село в Україні, у Коблівській сільській громаді Миколаївського району Миколаївської області. Населення становить 504 особи.

## Населення

### Мова
Розподіл населення за рідною мовою за даними перепису 2001 року:
| Мова            | Кількість | Відсоток |
| --------------- | --------- | -------- |
| українська      | 392       | 77.78%   |
| російська       | 58        | 11.51%   |
| румунська       | 18        | 3.57%    |
| гагаузька       | 18        | 3.57%    |
| інші/не вказали | 18        | 3.57%    |
| Усього          | 504       | 100%     |